# Abies homolepis var. umbellata
Abies homolepis var. umbellata (Mayr) E.H.Wilson, 1916, è una varietà naturale di A. homolepis appartenente alla famiglia delle Pinaceae, endemica della zona centrale dell'isola di Honshū (Saitama, Aichi e Gifu), dell'isola di Kyūshū e dell'isola di Shikoku, in Giappone.

## Etimologia
Il nome generico Abies, utilizzato già dai latini, potrebbe, secondo un'interpretazione etimologica, derivare dalla parola greca ἄβιος = longevo. Il nome specifico homolepis deriva dalle radici greche ὁμός homós = uguale e λεπιϛ lepís = squama, scaglia riferendosi a squame e brattee della stessa lunghezza nei coni. L'epiteto umbellata fa riferimento alla morfologia dei coni femminili, che presentano una punta più o meno di forma umbelicata.

## Descrizione
Questa varietà differisce da A. homolepis per i coni femminili più grandi (lunghi 10-14 cm e larghi 4-5 cm, di colore verdastro da immaturi), e con una punta caratteristica più o meno umbelicata.

## Distribuzione e habitat
Vegeta a quote montane comprese tra 700 e 2.000 m su suoli di origine vulcanica, generalmente ben drenati. Alle quote più elevate forma boschi puri o in associazione con Abies veitchii e Larix kaempferi, ma generalmente alle quote più comuni si rinviene in associazione con Fagus crenata, Quercus crispula, Betula grossa, Tsuga diversifolia, Thuja standishii  e Pinus densiflora. A quote ancora inferiori A. homolepis viene sostituito da Abies firma.

## Tassonomia
Questo taxon ha una classificazione contrastata: per alcuni autori botanici potrebbe essere un ibrido naturale tra A. firma e A. homolepis.

### Sinonimi
Sono riportati i seguenti sinonimi:
- Abies homolepis subsp. umbellata (Mayr) Silba
- Abies umbellata Mayr
- Pinus umbilicata (Mayr) Voss

## Conservazione
Essendo la classificazione tassonomica non ancora pienamente stabilita con certezza, mancano i dati necessari per stabilire lo stato di conservazione di questa varietà; viene pertanto classificata come DD (data deficient in inglese) nella Lista rossa IUCN.